# راز (مجموعه تلویزیونی)
راز نام یک مجموعهٔ تلویزیونی به نویسندگی و کارگردانی قاسم سیف است که در سال ۱۳۶۸ تولید و از شبکه ۱ پخش گردید.

## خلاصه داستان
زن و شوهری در خارج از ایران زندگی می‌کنند. زن، تمایلات مذهبی دارد و همین موضوع، زمینه‌ساز اختلافات خانوادگی و جدایی این‌دو می‌شود؛ چرا که زن می‌خواهد همچنان آداب و سنن اسلامی‌اش را حفظ کند. با آغاز انقلاب ۵۷، زن علیرغم مخالف‌های قبلی شوهرش، به کشور باز می‌گردد. پس از چندی، شوهرش نیز تغییر عقیده داده و به سبب گرایش به امام و انقلاب، به ایران برمی گردد.

## بازیگران و عوامل تولید

### بازیگران
- مهناز افضلی
- جلیل فرجاد
- مهری مهرنیا
- سیامک اطلسی
- حسن پورشیرازی
- فخرالدین صدیق‌شریف
- محمد پورستار

### عوامل تولید
- نویسنده و کارگردان: قاسم سیف
- تصویربردار: بهزاد علی‌آبادیان
- تدوین: منوچهر اولیایی، ناصر علایی
- موسیقی: سهیل ربیع‌زاده
- تهیه‌کننده: عبدالله سعیدی
- فرمت تصویر: ۱۶ میلیمتری
- محصول: گروه معارف اسلامی شبکه ۱
- سال تولید و پخش: ۱۳۶۸